# Rieter von Kornburg

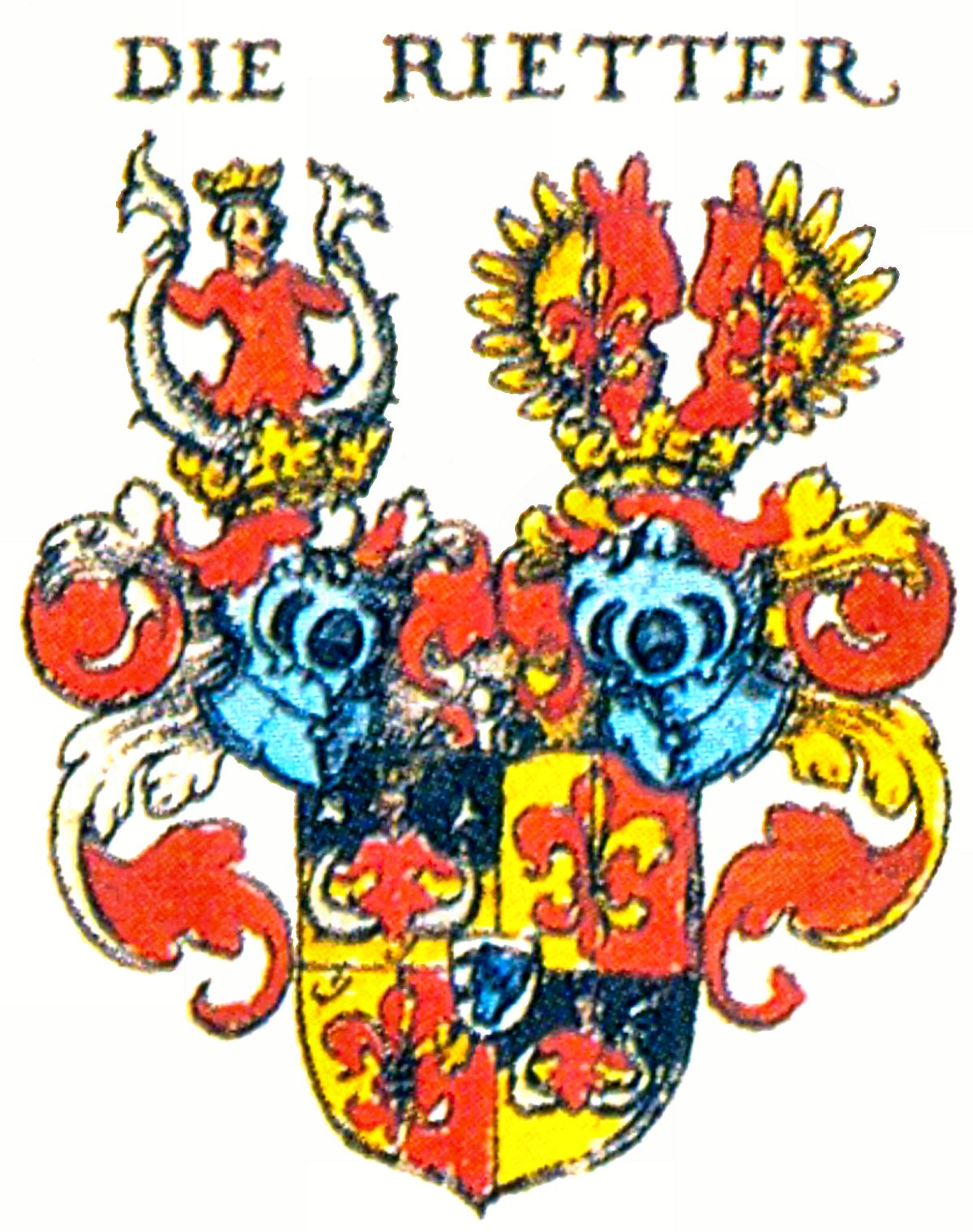
Das Wappen der Rieter in Siebmachers Wappenbuch, 1605

Die Rieter von Kornburg und Kalbensteinberg (auch Rieter von Kornburg, Kalbensteinberg und Harrlach) waren eine Patrizierfamilie der Reichsstadt Nürnberg, erstmals urkundlich in Nürnberg erwähnt im Jahr 1361.
Ab 1437 waren sie mit kurzen Unterbrechungen bis zu ihrem Aussterben im Jahre 1753 im Inneren Rat vertreten. Sie gehörten nach dem Tanzstatut zu den neuen ratsfähigen Geschlechtern. Nach dem Erwerb des reichsritterlichen Lehens zu Kornburg 1447 wurden die Rieter als einziges Nürnberger Patriziergeschlecht zugleich auch Mitglieder der Reichsritterschaft (im Ritterkanton Altmühl). Die Familie starb 1753 aus, ihre seit 1502 in einer Vorschickung vereinigten Grundherrschaften Kornburg und Kalbensteinberg wurden noch bis 1812 von der Rieter-Stiftung verwaltet.

## Geschichte

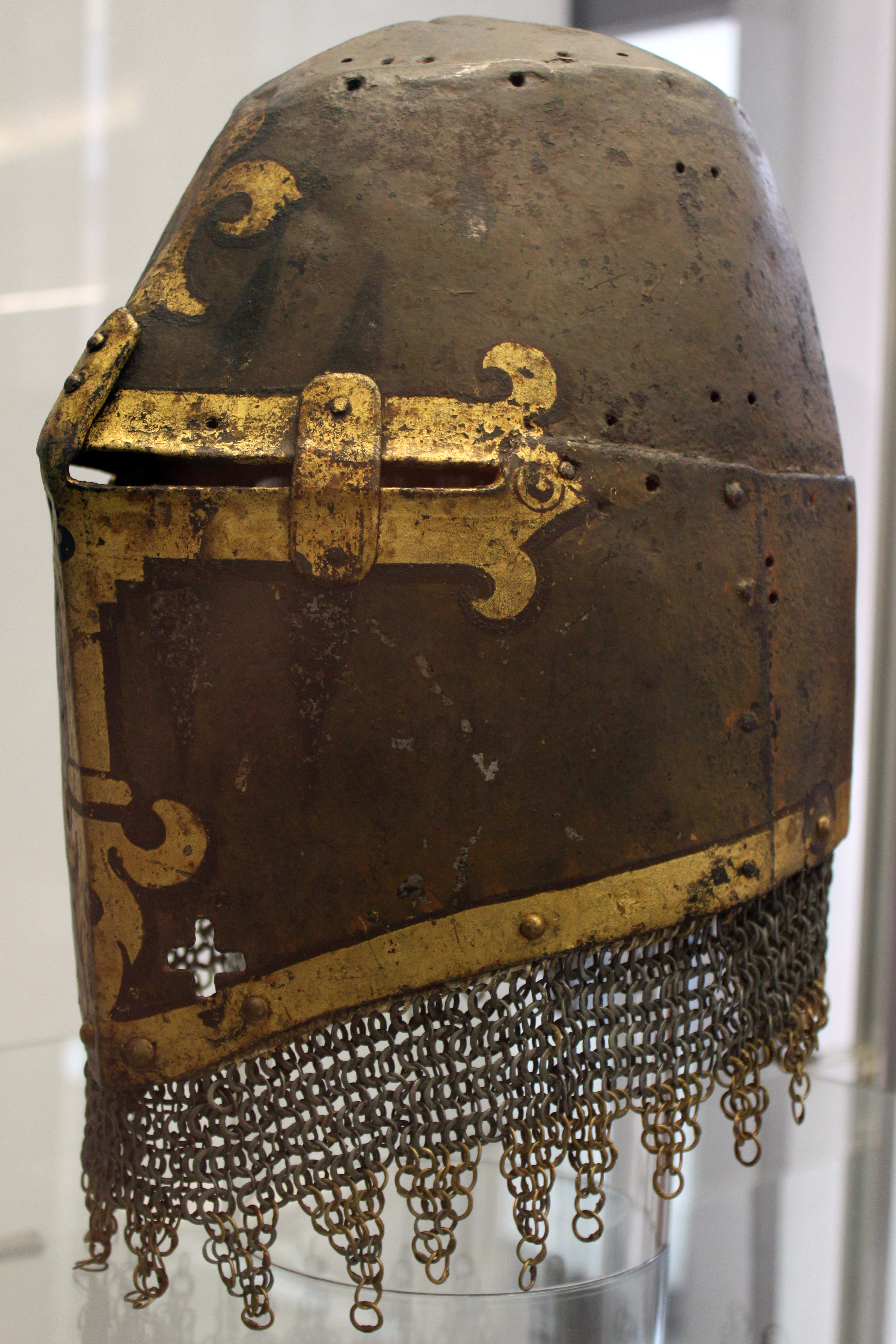
Topfhelm des Hans Rieter (um 1350)

Der Ursprung der Rieter (auch: Rietter oder Ritter) ist nicht eindeutig geklärt. Es ist wahrscheinlich, dass sie aus der Ministerialität der unterfränkischen Stadt Ebern stammten, im Mittelalter ein wichtiger Stapelplatz für Nürnberger Kaufleute im Hochstift Würzburg. Der bereits im 14. Jahrhundert vorhandene Grundbesitz und die Wappenverleihung lassen eine Abstammung aus dem Ministerialenstand vermuten.
1361 wurden die Rieter in der Reichsstadt als Neubürger aufgenommen. Hans I. Rieter erhielt am 12. Februar 1384 einen Wappenbrief des zypriotischen Königs Jakob I. mit der Bestätigung, dass die Melusine in seinem Wappen einen Bezug zu den zypriotischen Kreuzfahrerkönigen aus dem Haus Lusignan symbolisiere und von einer adeligen Herkunft aus dem Königreich Zypern herrühre. Diese später in der Familienchronik ausgeführte Herkunfts- und Wappenlegende war jedoch zweifellos fingiert, denn die Kreuzzüge in die Levante hatten schon 1291 mit dem Fall Akkons geendet. Wahrscheinlicher ist, dass Hans Rieter auf einer Pilgerreise ins Heilige Land in Zypern seinen Wappenbrief erworben hat, falls dies nicht überhaupt nur auf dem Schriftweg geschah. Aus dieser Zeit wird jedenfalls noch ein Topfhelm des Hans Rieter im Germanischen Nationalmuseum Nürnberg aufbewahrt.
Die Rieter wurden im Fernhandel reich. Seit 1384 erwarben die Rieter ein Vermögen im Handel mit Genua, Mailand, Rom, Pettau, Ofen, Antwerpen und Kastilien. Hans Rieter († 1414) ist in Geldgeschäften mit den Medici belegt. Sie zeichneten sich durch Mobilität, Kunstsinn, Sammelleidenschaft, das Festhalten an alten Werten, Eigensinn und durch großzügige Stiftungen aus.
Ihr Stammhaus, das sie von 1390 bis 1512 besaßen, war das sogenannte „Haus zur Ersten Bitte“ in Nürnberg, Am Hauptmarkt 6/8, das 1945 zerstört wurde. In diesem Haus haben die neugewählten römisch-deutschen Könige, die gemäß der Goldenen Bulle seit 1356 ihren jeweils ersten Reichstag in Nürnberg abhielten, Reichslehen und Regalien verliehen. Als Entgelt für die Überlassung des Hauses für diese Amtshandlungen besaßen die Rieter das Recht der ersten Bitte, das heißt der Fürsprache des Königs bei den soeben von ihm belehnten Fürsten zu Gunsten der Hausbesitzer. Das Haus kam später an die Behaim.

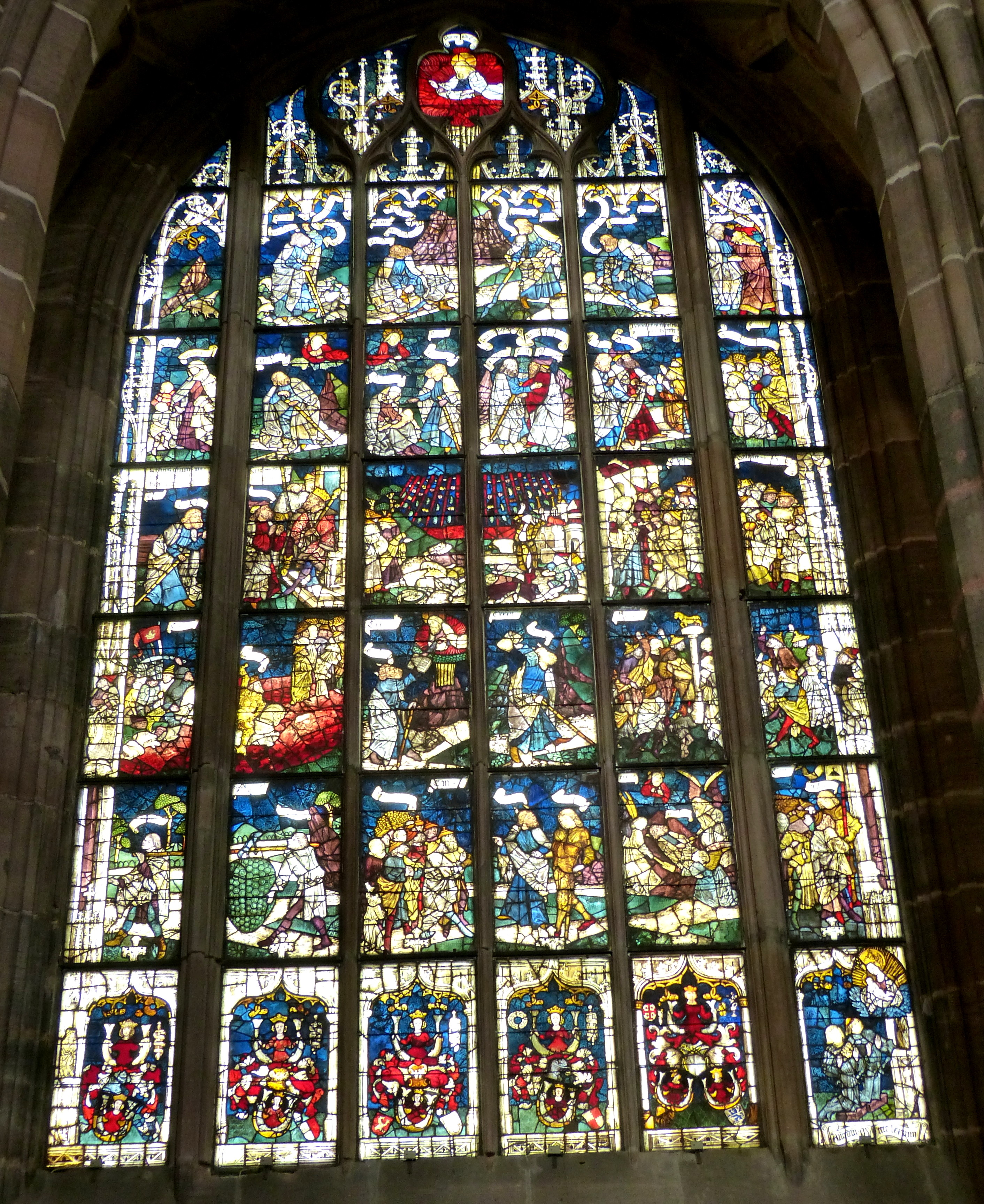
Fenster in der Nürnberger Lorenzkirche, gestiftet 1480 von Peter und Sebald Rieter

Weit umfangreicher als der Besitz in Nürnberg selbst waren die westlich und südlich davon sowie die in Schwaben (Bocksberg) liegenden Güter. Nachdem sie 1437 in den Besitz des Ortes Kalbensteinberg gelangt waren, kauften die Rieter 1447 das Wasserschloss in Kornburg (Rieterschloss), bekamen den kaiserlichen Briefadel verliehen und nannten sich Rieter von Kornburg. Die Rieter waren auch das einzige Geschlecht des Nürnberger Patriziats, denen der alte Adel des fränkischen Ritterkreises die Ebenbürtigkeit (siehe: Adelsprobe) und die Turnierfähigkeit nicht absprach.
1462 kam Andreas Rieter von Kornburg durch Heirat an die schwäbische Herrschaft Bocksberg (auch Pocksberg). Er war Begründer der Bocksberger Linie. 1502, nach dem Tod von Peter Rieter, starb die Kornburger Linie aus und das Majorat ging auf die Kalbensteinberger bzw. Bocksberger Linie über. Beide Besitze wurden in einer Vorschickung zusammengefasst, die bereits 1437 gegründet worden war.
In der Rieterkirche in Kalbensteinberg befindet sich unter dem Altarraum die um 1609 von Hans Rieter angelegte Familiengruft. Während des Dreißigjährigen Kriegs verlegten die Rieter ihre Familiengruft aus der stark zerstörten Kornburger Kirche in die Allerheiligenkirche Kleinschwarzenlohe.
Nach dem Aussterben der Rieter im Jahre 1753 und langwierigen Erbstreitigkeiten mit dem Ritterkanton Altmühl fiel die Rieterstiftung mit ihren Besitztümern an das Heilig-Geist-Spital. Die Haller von Hallerstein wurden von der freien Reichsstadt als Stiftungsadministratoren eingesetzt.

## Ehemalige Besitzungen (Auszug)
In und um Nürnberg hatten die Rieter große Besitzungen:

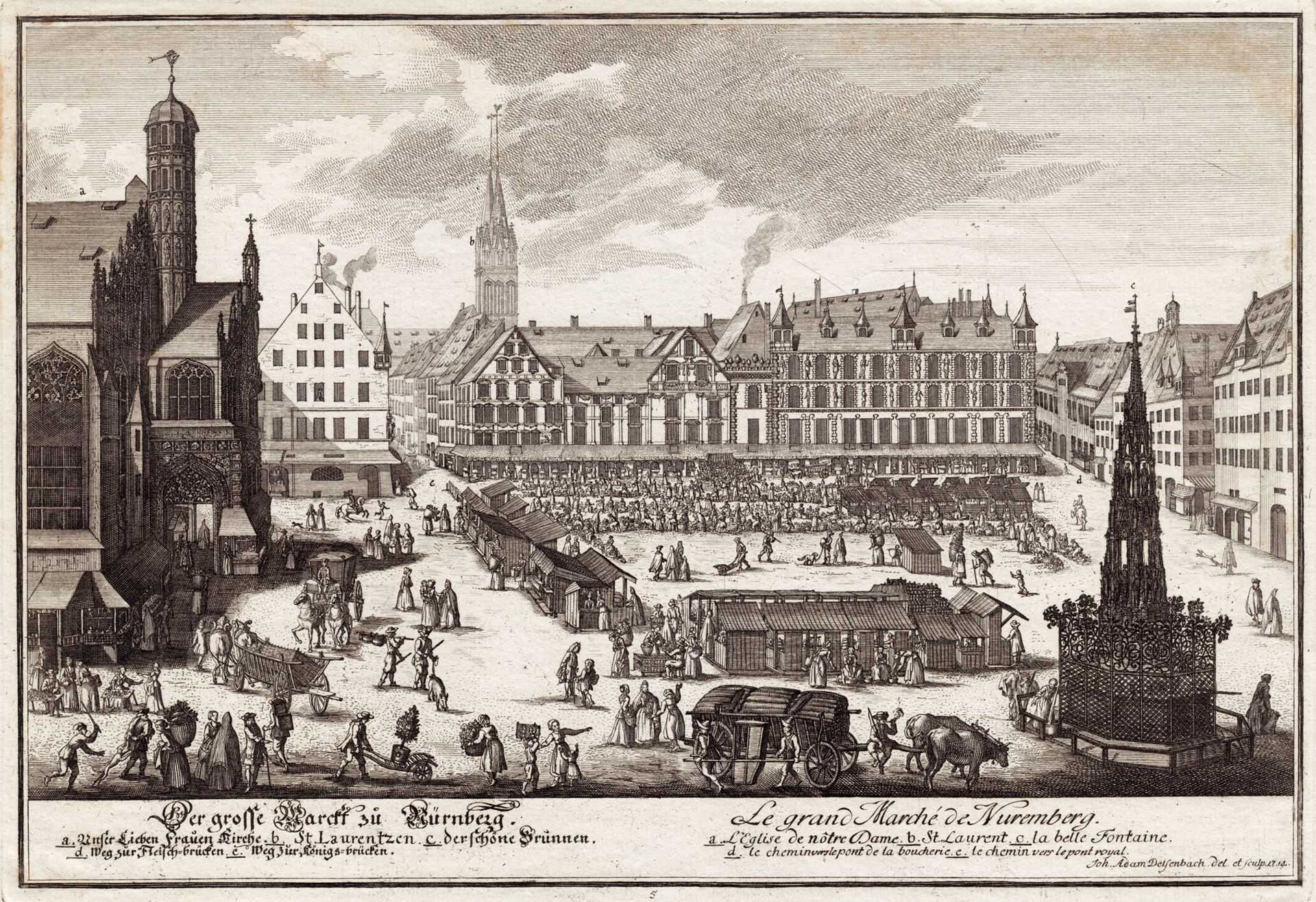
Nürnberger Hauptmarkt (1714), Mitte-rechts das Rieter'sche Haus zur ersten Bitte

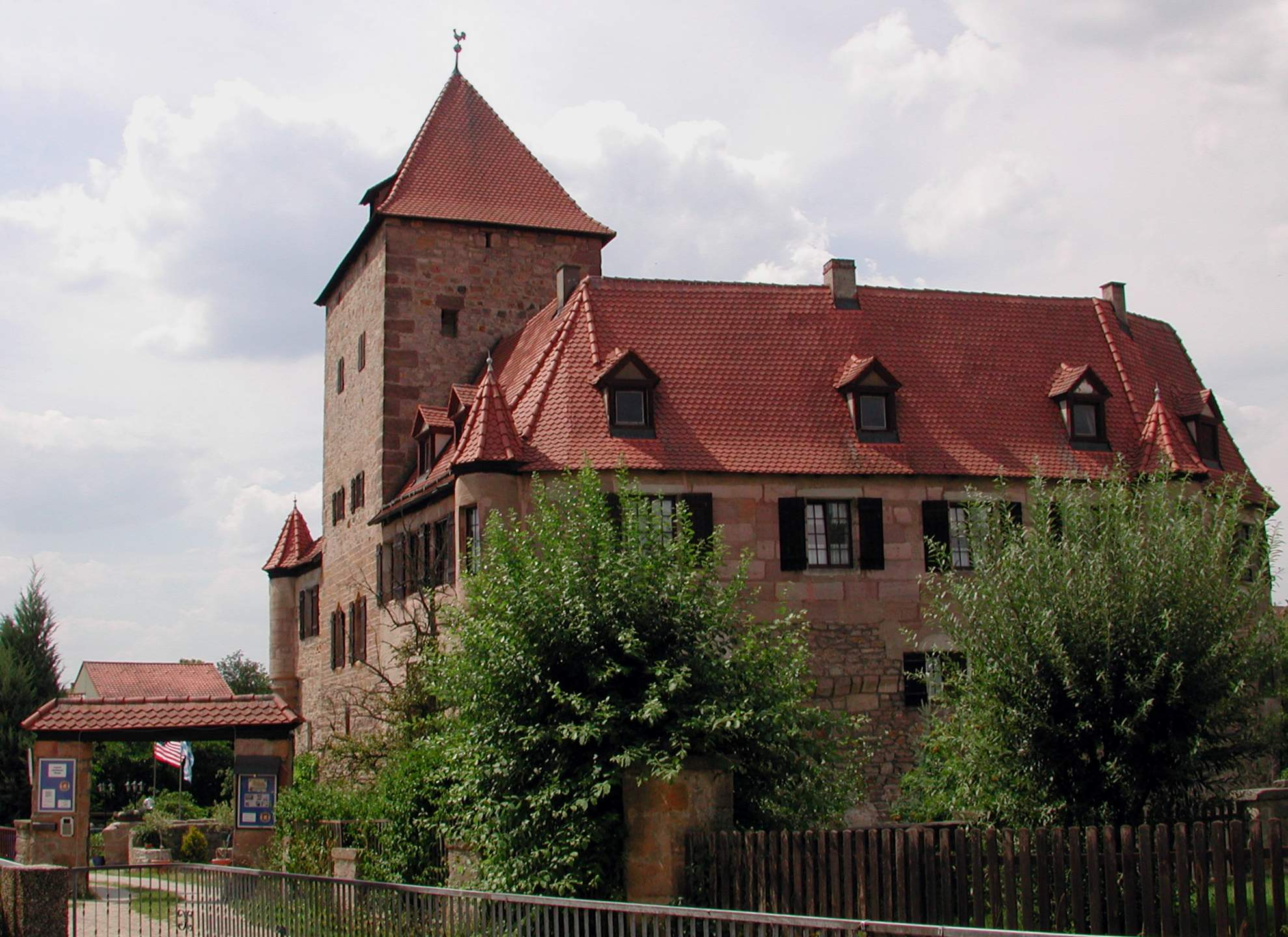
Rieterschloss Kornburg

- 1384–1512 Rietersches Haus am Hauptmarkt 6/8, Stammhaus (auch Haus zur ersten Bitte genannt), zerstört im Zweiten Weltkrieg
- ????–???? das Pilatushaus am Tiergärtnertor[4]
- 1422–???? Stopfenheim
- 1427/1435–1759 (–1803 Stiftungsverwaltung) drei Höfe in Sauerheim bei Weisendorf
- 1438–1465 das Lehen Buch bei Weisendorf[5]
- 1437–1759 (–1970 Stiftungsverwaltung) zuerst Teilbesitz, ab etwa 1600 alle Anwesen der Grundherrschaft Kalbensteinberg; durch die Rieterstiftung fiel Kalbensteinberg nach dem Aussterben 1753 an das Heilig-Geist-Spital
- 1437–1759 (danach Stiftungsverwaltung) das Rittergut mit Schloss Untererlbach[6][7]
- 1443–???? Ein Lehen in Affalterbach[8]
- 1447–1753 (–1807 Stiftungsverwaltung) das Rieterschloss mit Grundherrschaft in Kornburg, seit 1502 in einer Vorschickung mit Kalbensteinberg vereinigt
- 1447–1647 Sorg bei Wendelstein[9][10] (verkauft an den Freiherrn von Lichtenberg)
- 1448 Stiftung zur Allerheiligenkirche in Kleinschwarzenlohe, ein Sandsteinbau mit reichhaltiger Ausstattung, der auch einen Altar von Tilman Riemenschneider beherbergt
- um 1450–1490 den Herrensitz und Grundherrschaft Letten (Lauf an der Pegnitz)
- 1462–1524 die Herrschaft Bocksberg in Schwaben[11] (heute: Gebiet der Gemeinde Laugna, zur Herrschaft gehörte auch die Ortschaft Zusamaltheim, die noch das Fischweibchen im Wappen führt[12])
- 1479–1490 die Grundherrschaft und Schloss Rezelsdorf bei Weisendorf[13]
- 1540–1720 Landgut mit Schloss Harrlach (ab 1540 Teilbesitz, ab 1693 Vollbesitz) bei Allersberg[14][15]
- 1552–1753 das Baderschloss in Mögeldorf (Lehen).
- 1570–1731/32 der Hirschvogelsaal (auch: Hirsvogelsaal) mit Anwesen[16]
- 160?–1619 Schloss Ottmaring[17]
- 1700–1708 das Rittergut Uttenreuth
- 1707–1720 das Seckendorff-Egloffstein’sche Freihaus in Kornburg
- Anwesen Rieter-Haus, Bad Windsheim (rund um die heutige Metzgergasse 5)
- Grundstücke und Zehnten um Uffenheim, Bad Windsheim und westlich von Erlangen in den Ortschaften: 1438–? Reinersdorf, 1428–1753 Nankendorf, 1427/1435–1803 Sauerheim

## Stiftungen (Auszug)
- Das Rieterfenster in der Marthakirche, um 1390
- Das Rieterfenster in der Lorenzkirche, 1480[18]
- Die Rieterkirche in Kalbensteinberg[19], erbaut von Paul Rieter (1430–1487) ab 1464
- Die Allerheiligenkirche in Kleinschwarzenlohe.[20]
- Den Katharinen-Altar und die Katharinen-Kirche in Rezelsdorf (1483–1484).[21]
- Ausstattung der St.-Nikolaus-Kirche in Kornburg.[22]
- Die Rieterstiftung zugunsten des Heilig-Geist-Spitals in Nürnberg verwaltete (unter den Haller von Hallerstein als Administratoren) nach dem Aussterben der Rieters 1753 das Schloss Kornburg mit mehreren Dörfern noch bis zum Verkauf 1812.

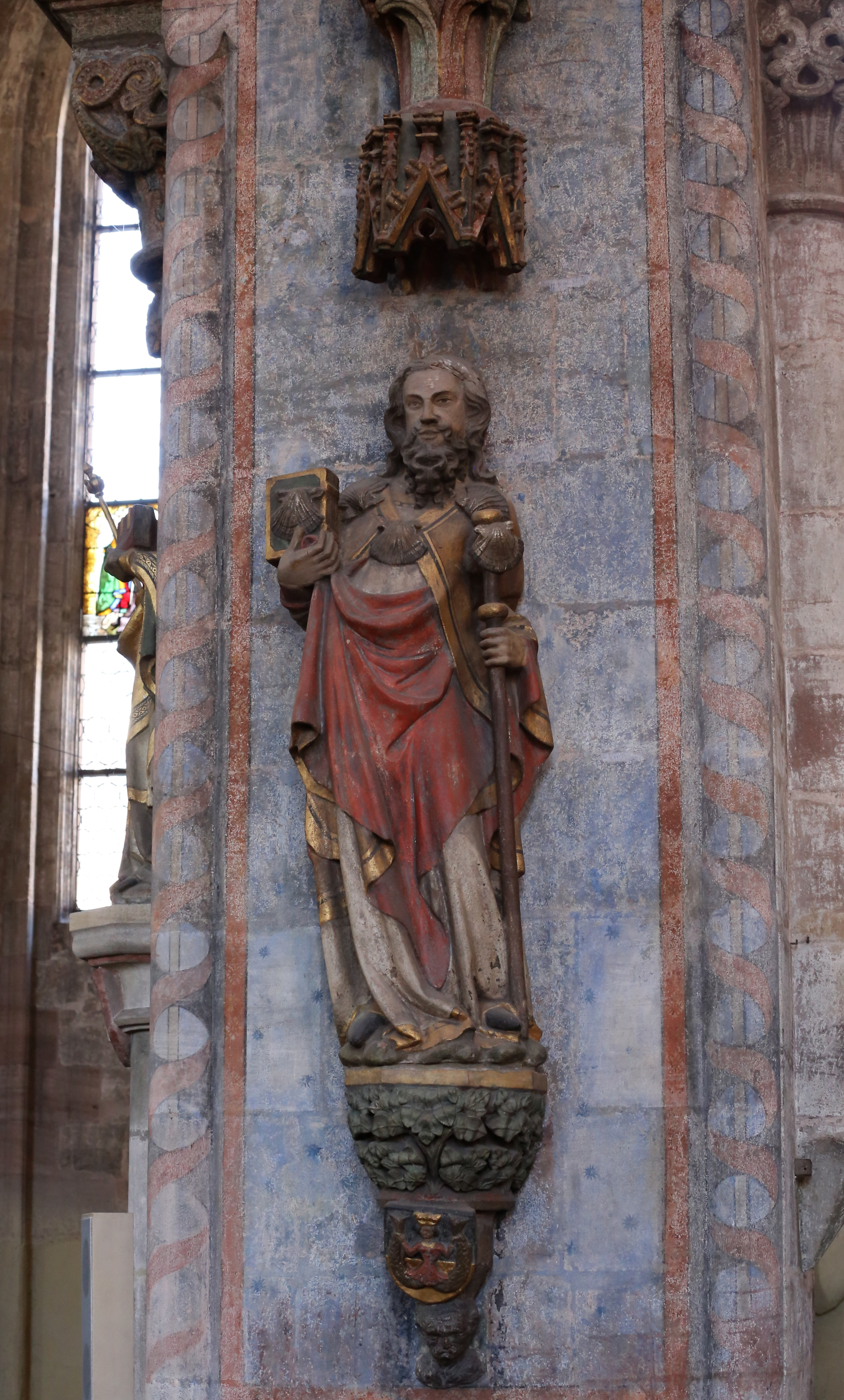
St. Jakob-Statue mit Rieter-Wappen in der Sebaldskirche
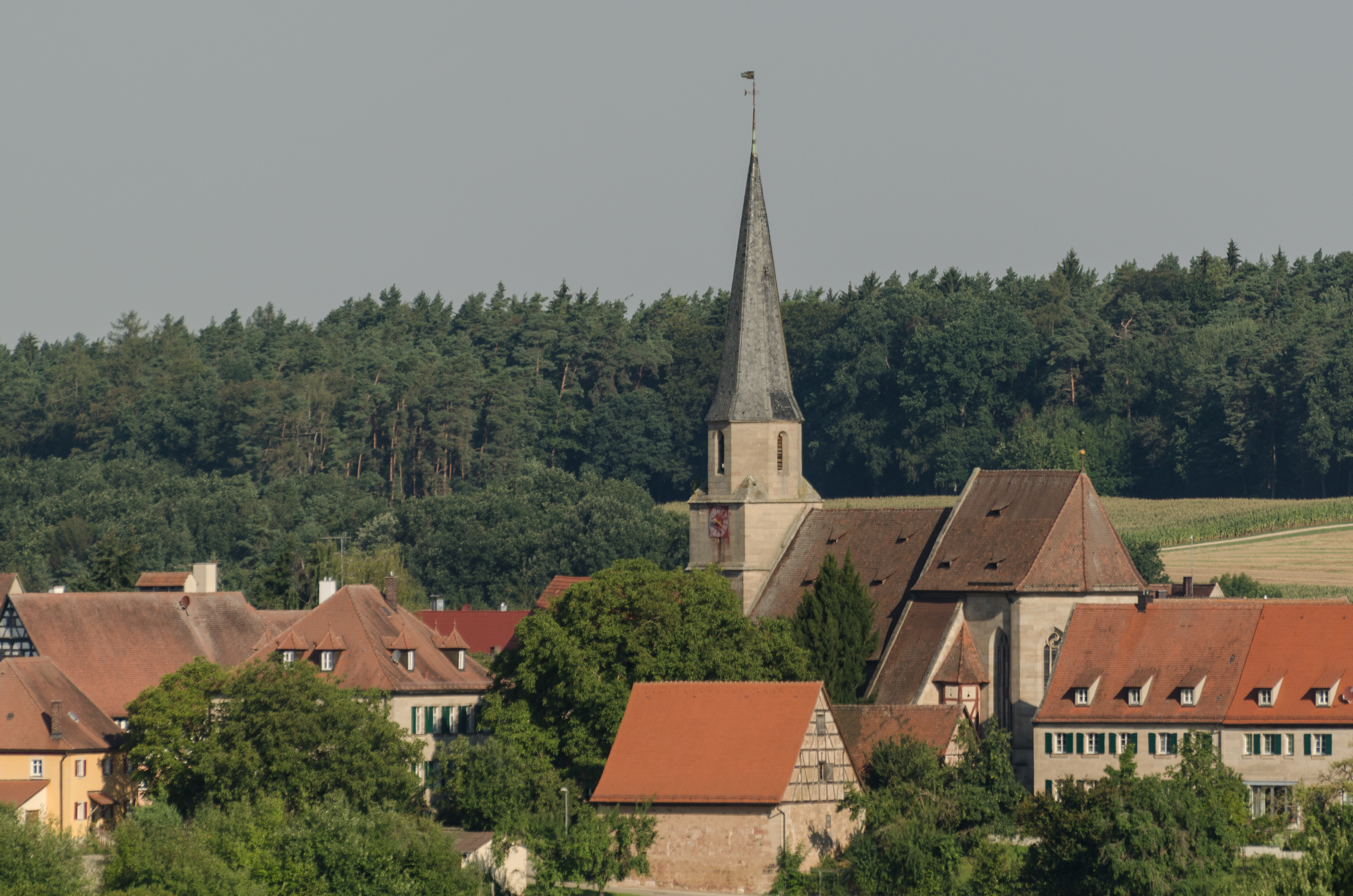
Rieterkirche in Kalbensteinberg
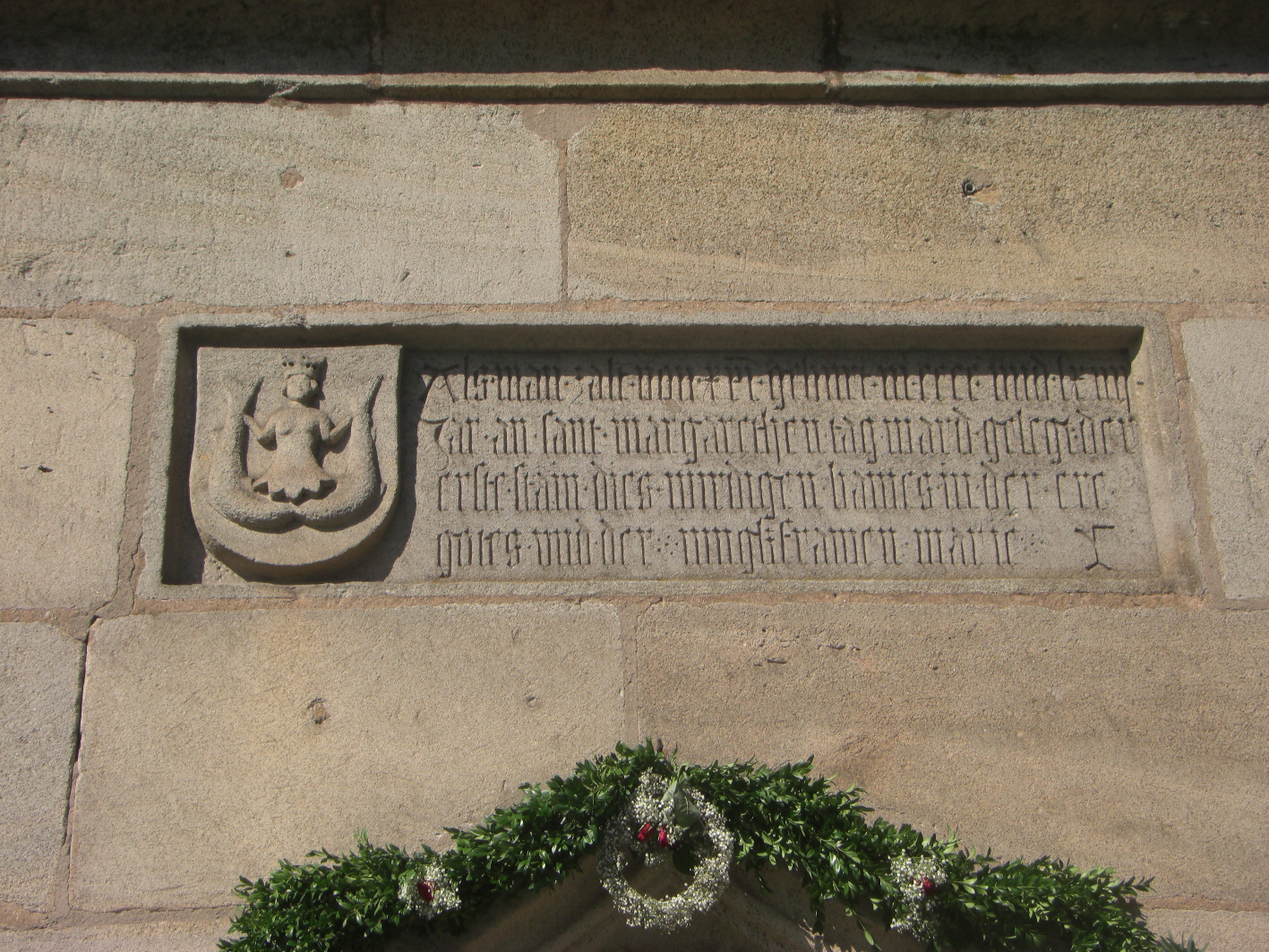
Gotische Inschrift über dem Portal der Rieterkirche
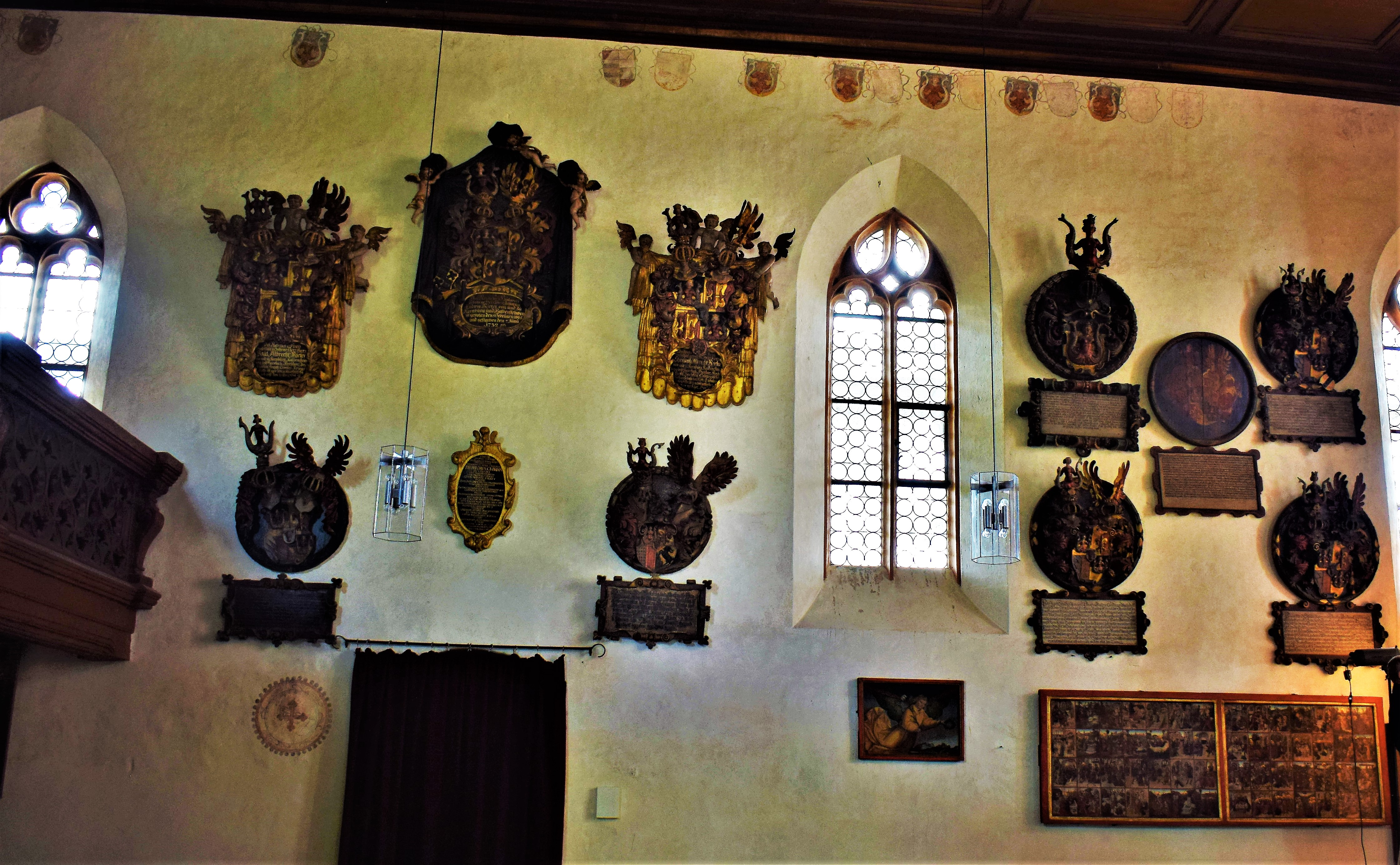
Epitaphien in der Rieterkirche
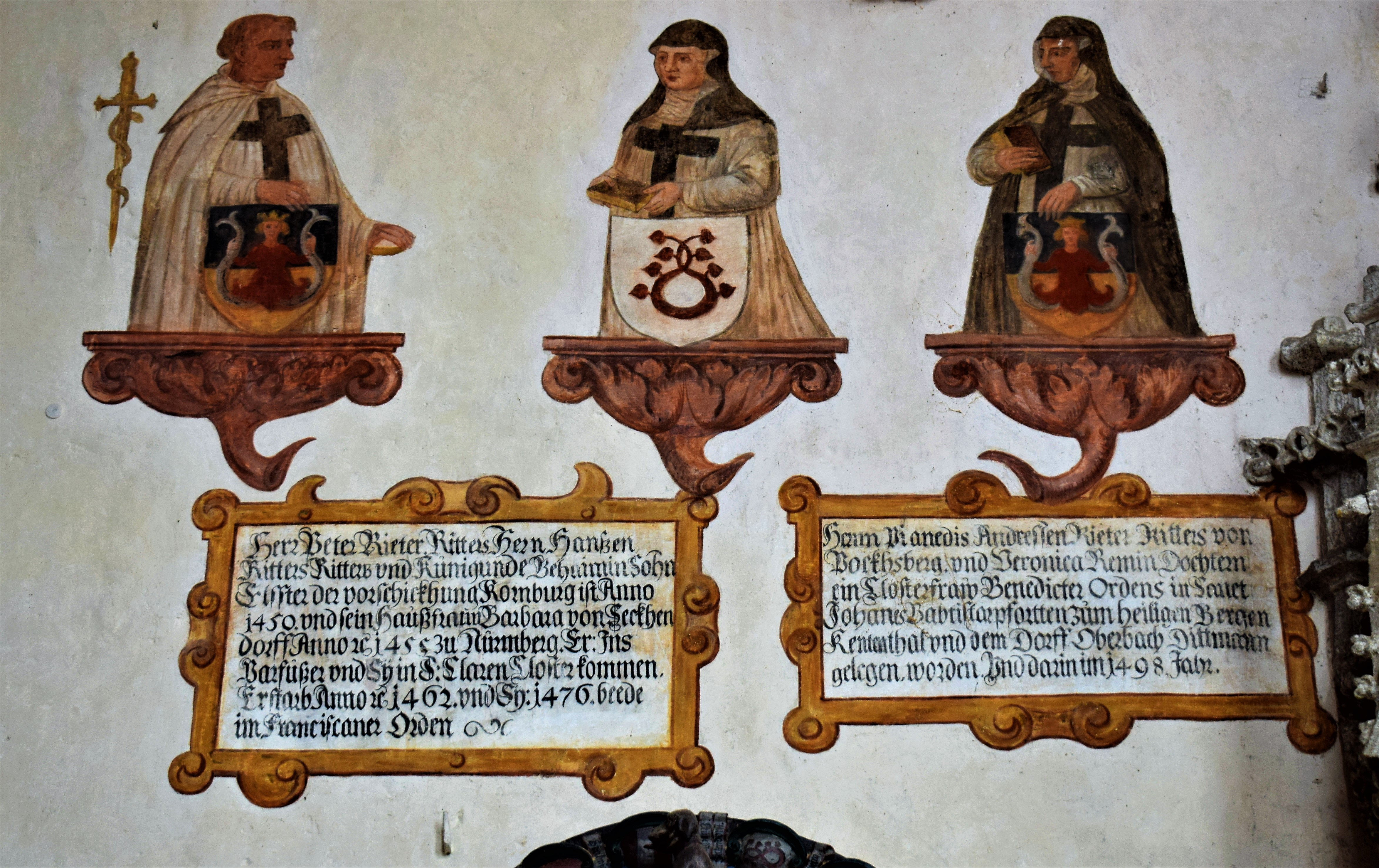
Chorfresken in der Rieterkirche
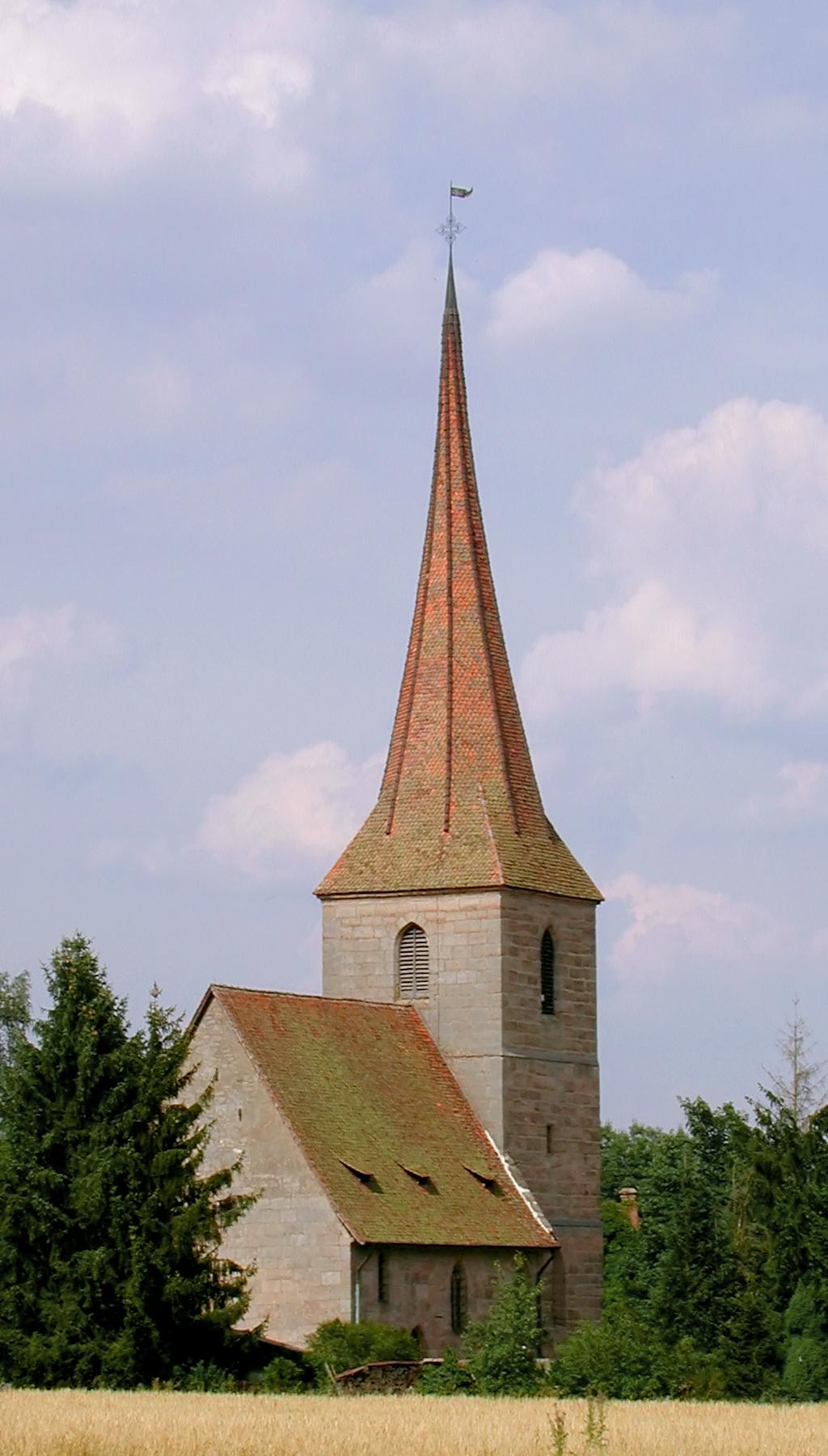
Allerheiligenkirche Kleinschwarzenlohe

## Bekannte Familienmitglieder

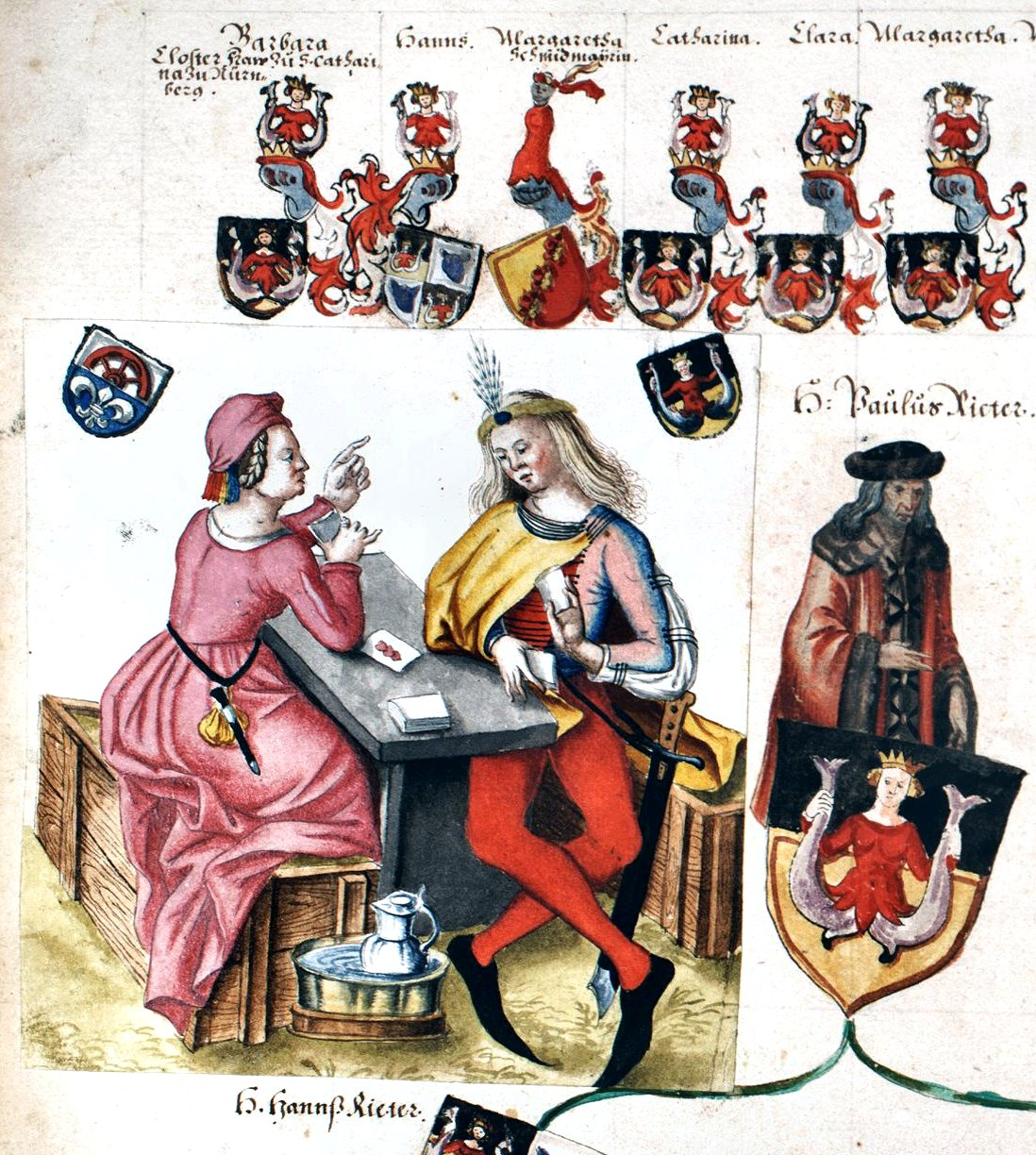
Katharina Volckamerin und Hannß Rieter beim Kartenspielen. Rechts daneben Paulus Rieter mit dem Stammwappen

- Friedrich Heinrich Rieter (1263–3. Januar 1336), Prior im Benediktinerkloster Reichenbach, zuletzt erster Abt im Kloster Ettal[23] (Bemerkung: Geburtsort unbekannt, aber Ehefrau: Eva von Reischach, geboren: in Riet b. Vaihingen).
- Nikolaus Rieter (um 1315–1404), Ritter vom heiligen Grabe
- Hans Rieter (1339–14. April 1414), Ritter zu Stettbach und Gleisenberg, in seiner Jugend am Königlichen Hof in Zypern, 1384 Ritter vom Heiligen Grabe, erhält 1384 das Eckhaus an der Fleischbrücke (Rietersches Haus) aus der Familie seiner Frau Kunigunde Behaim und gilt 1408 als einer der reichsten Nürnberger
- Peter Rieter von Kornburg (1395–1452), 1437/38 Jüngerer Bürgermeister, Erstes Familienmitglied im Inneren Rat. Gründer der Rieterstiftung (Vorschickung Kornburg)
- Andreas Rieter von Kornburg, Gründer der Bocksberger Linie (1462)
- Sebald Rieter von Kornburg (1426–1488), Ratsherr, 1479 Pilgerreise mit Hans VI. Tucher nach Rom, Candia, Zypern und in das Heilige Land.
- Peter Rieter von Kornburg (?–1502), Ratsherr
- Hans Rieter d. Ä. von Kornburg (1522–1584), Obrist für Kaiser Karl V., König Edward VI. von England sowie Philipp II. von Spanien; ab 1560 in städtischen Ämtern in Nürnberg, 1581 oberster Kriegshauptmann; nach dem Tod seines Bruders Anton (1507–1563) Stiftungsinhaber.
- Paulus Rieter von Kornburg (1541–1600), Administrator der Rieterstiftung, heiratet 1570 Margareta Behaim, die den Hirsvogelsaal erbt.
- Hans Rieter d. J. von Kornburg (1564–1626), Ratsherr, Mitglied der Fränkischen Reichsritterschaft.

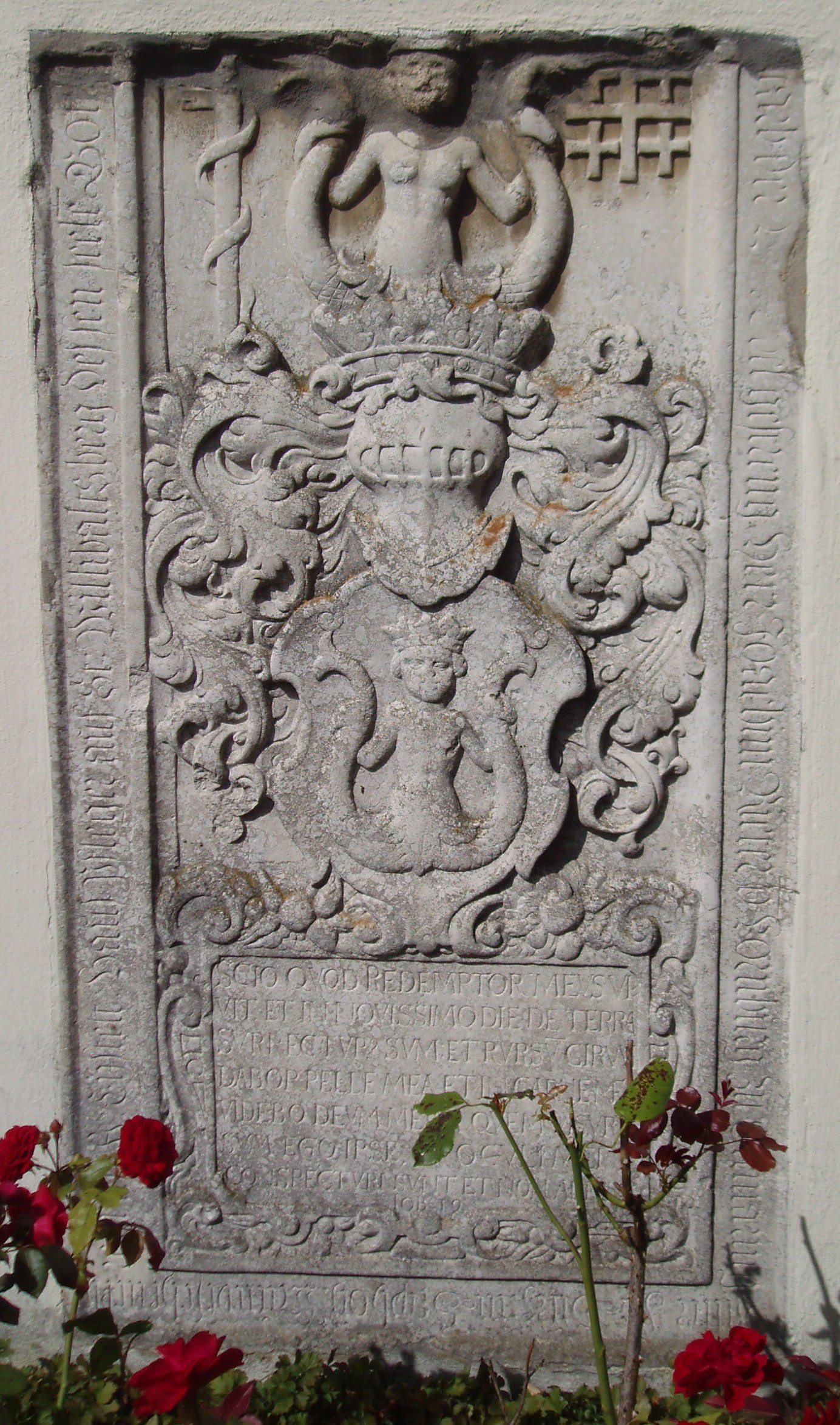
Grabstein des Joachim Rieter in Ottmaring

- Grabstein des Joachim Rieter in OttmaringJoachim Rieter von Kornburg zu Ottmaring (1568–1619), 1595 folgte er König Rudolph in den Türkenkrieg. Danach reiste er durch die Niederlande, Frankreich, Spanien und Italien. An der Seite der Maltheser kämpfte er auf ihren Galeeren gegen die Türken. Er folgte dem Ruf der Kreuzritter und gelangte 1608 über Venedig ins Heilige Land. In Jerusalem wurde er zum Ritter geschlagen und gehörte dem Ritterorden vom Heiligen Grab zu Jerusalem an. Nach seiner Rückkehr lebte er auf Schloss Ottmaring, wurde Mitglied der Fürstlichen Hofhaltung zu Eichstätt unter den Fürstbischöfen Johann Konrad von Gemmingen und Johann Christoph von Westerstetten und fungierte als Pfleger auf der Willibaldsburg bei Eichstätt
- Paul Albrecht Rieter von Kornburg (1634–1704), Ratsherr, Bürgermeister, Vorderster Losunger und Reichsschultheiß von Nürnberg. Er versuchte die Finanzen neu zu ordnen (Abbau der Stadt-/Staatsverschuldung), drang jedoch beim Rat nicht durch. Aus Protest legte er sein Amt nieder und zog sich nach Kornburg zurück.
- Johann Albrecht Andreas Adam Rieter von Kornburg (1677–13. Februar 1753), Ratsherr, Kaiserlicher Rat, Hauptmann des Ritterkantons Altmühl.
- Katharina Rieter († 1410), Äbtissin von Kloster Himmelkron 1410, starb kurz nach der Ernennung

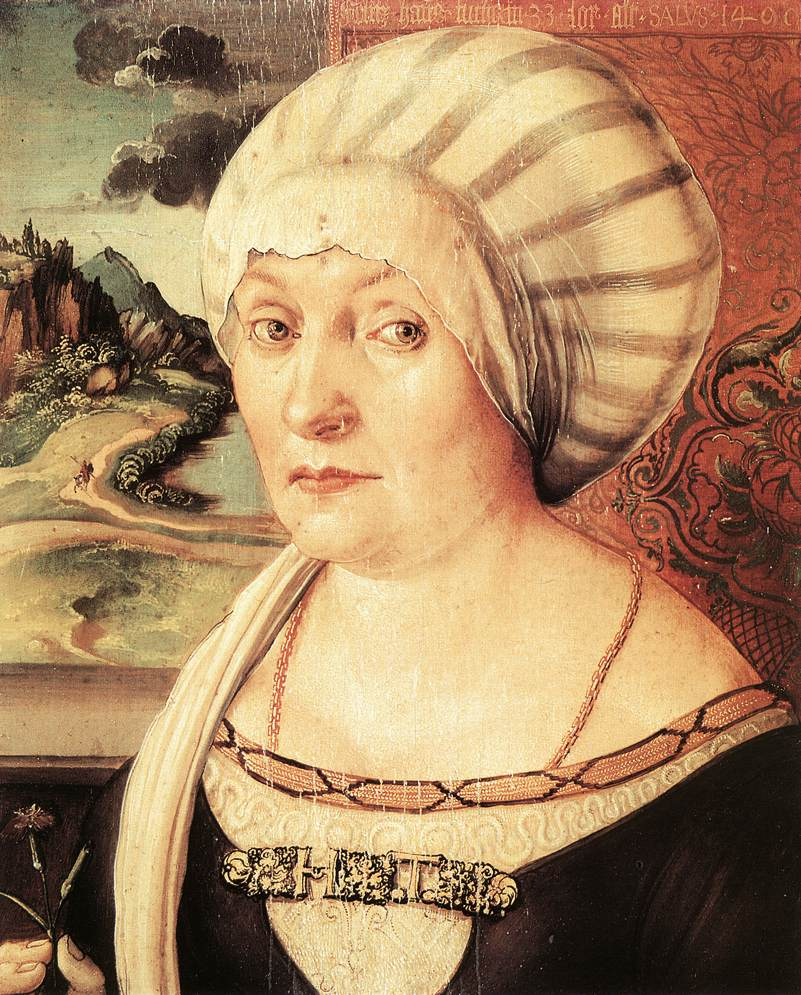
Felicitas Tucher, geb. Rieter (von Dürer), Gemahlin des Hans Tucher (1499)
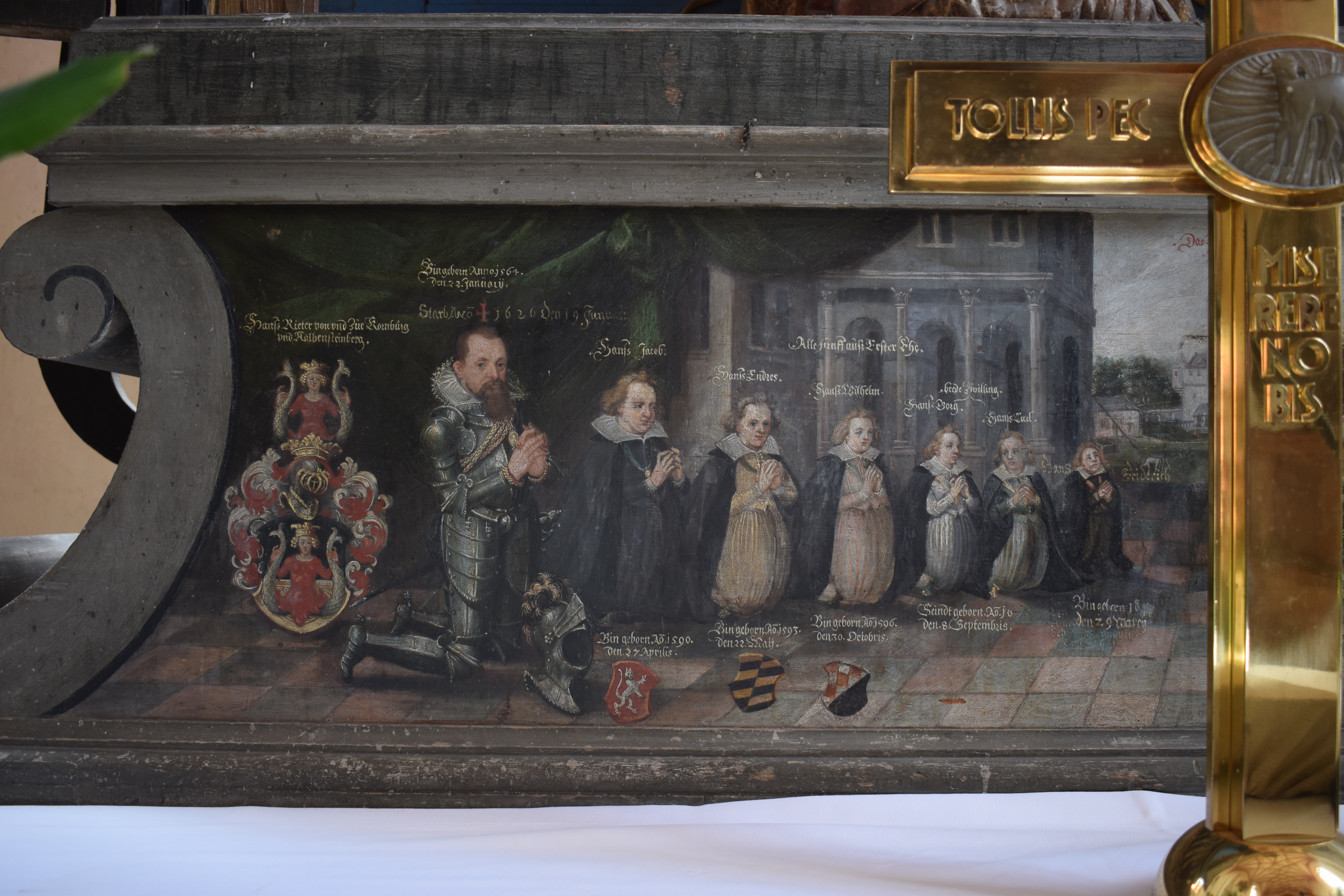
Hans Rieter d. J. von Kornburg (1564–1626) mit Söhnen als Stifterbildnis am Hochaltar der Rieterkirche
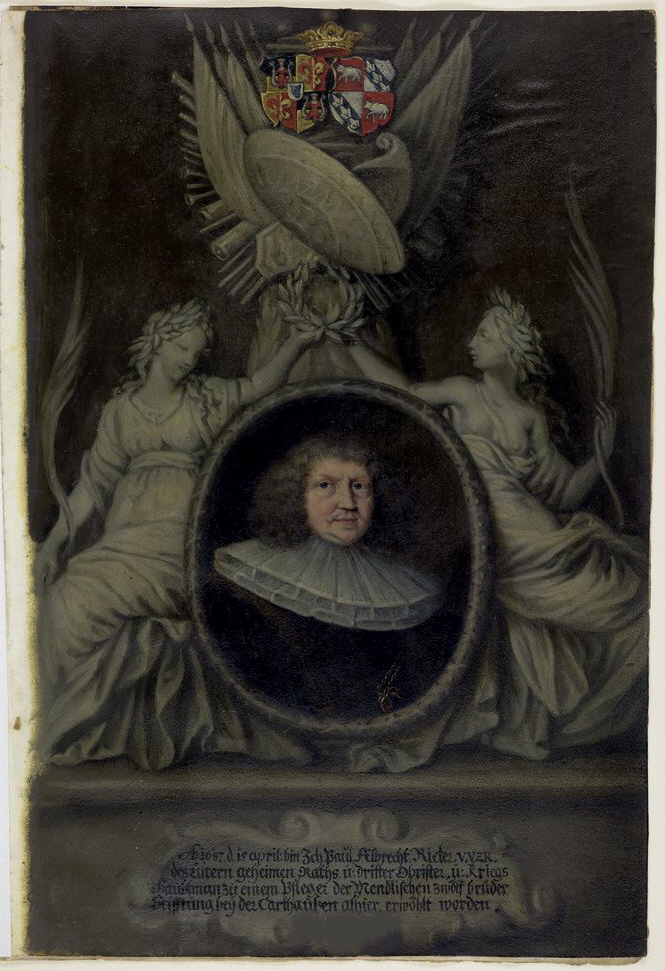
Paul Albrecht Rieter von und zu Kornburg, Pfleger der Mendelschen Zwölfbrüderstiftung (1687)

## Wappen
Von Schwarz und Gold geteilt mit einem rot gewandeten und Gold bekrönten zweischwänzigen silbernen Fischweiblein (Melusine). Nach dem Erwerb der Herrschaft Kornburg nahmen sie das Wappen der Kurenberger in ihr gebessertes Wappen auf. Ein rot-gelber Schild mit einer Lilie. Die Herrschaft Kalbensteinberg wird durch einen Kalbskopf symbolisiert.
Nach Erwerb der Bocksberger Besitzungen nahm die Bocksberger Linie einen springenden Bock in das Wappen auf.

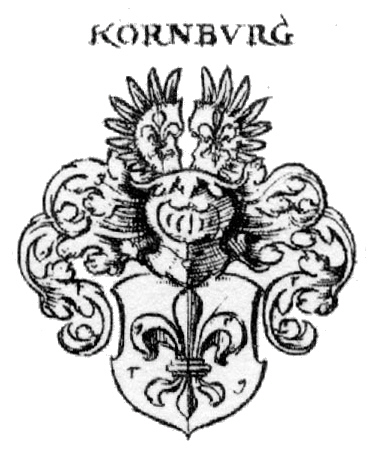
Lilienwappen der Kornburger
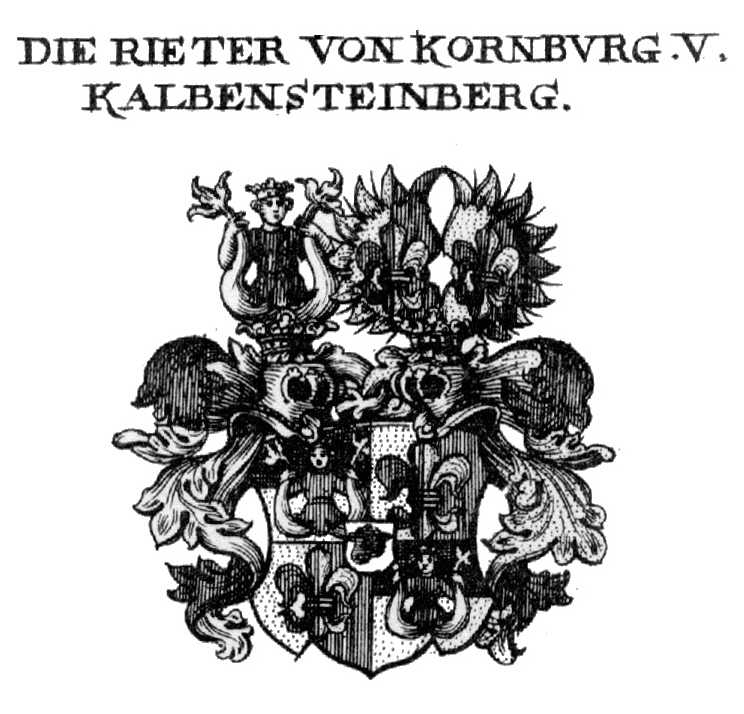
Rieter von Kornburg und Kalbensteinberg
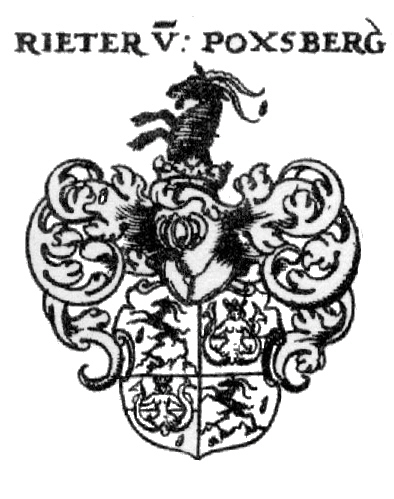
Rieter von Bocksberg
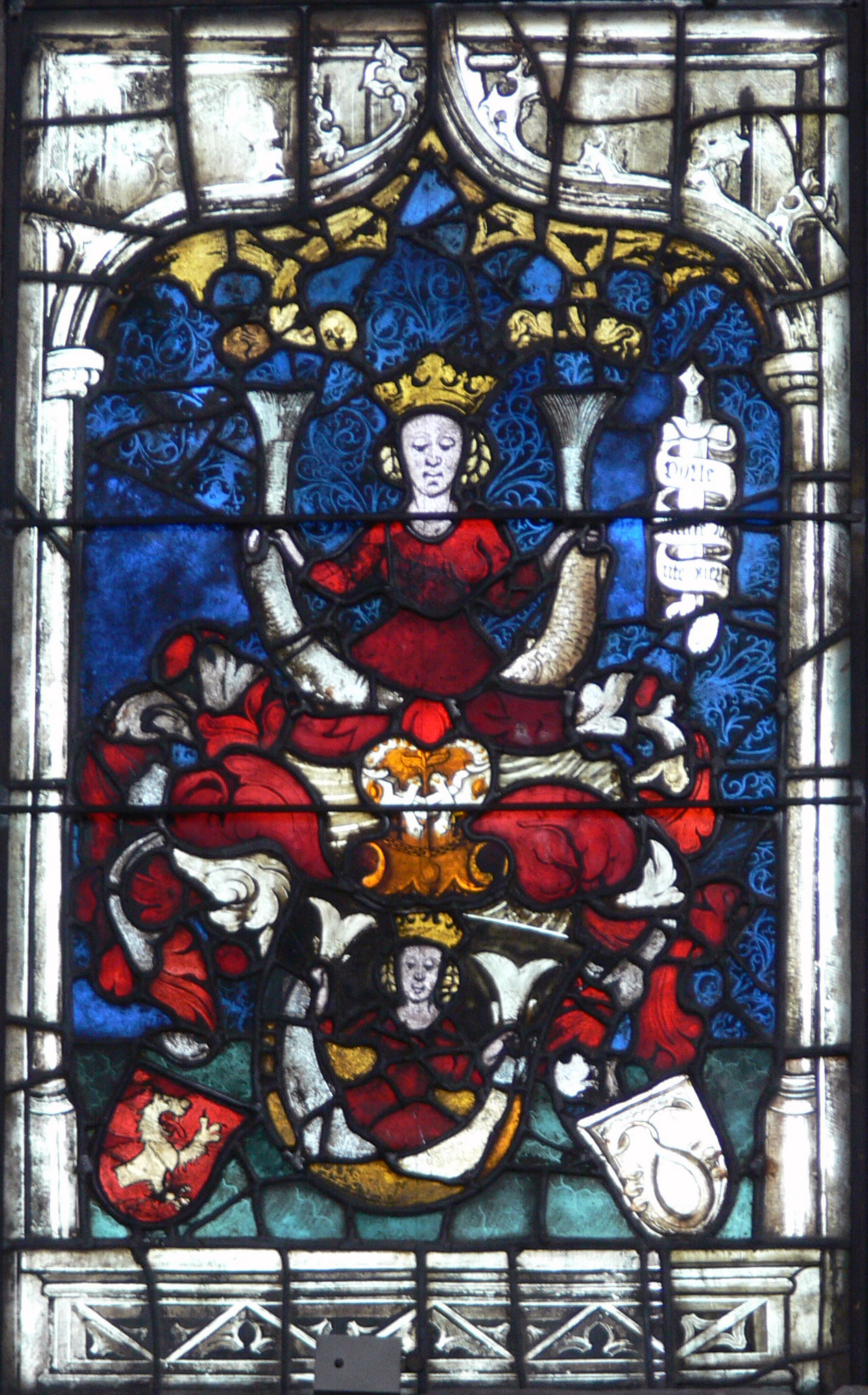
Rieterfenster, Lorenzkirche
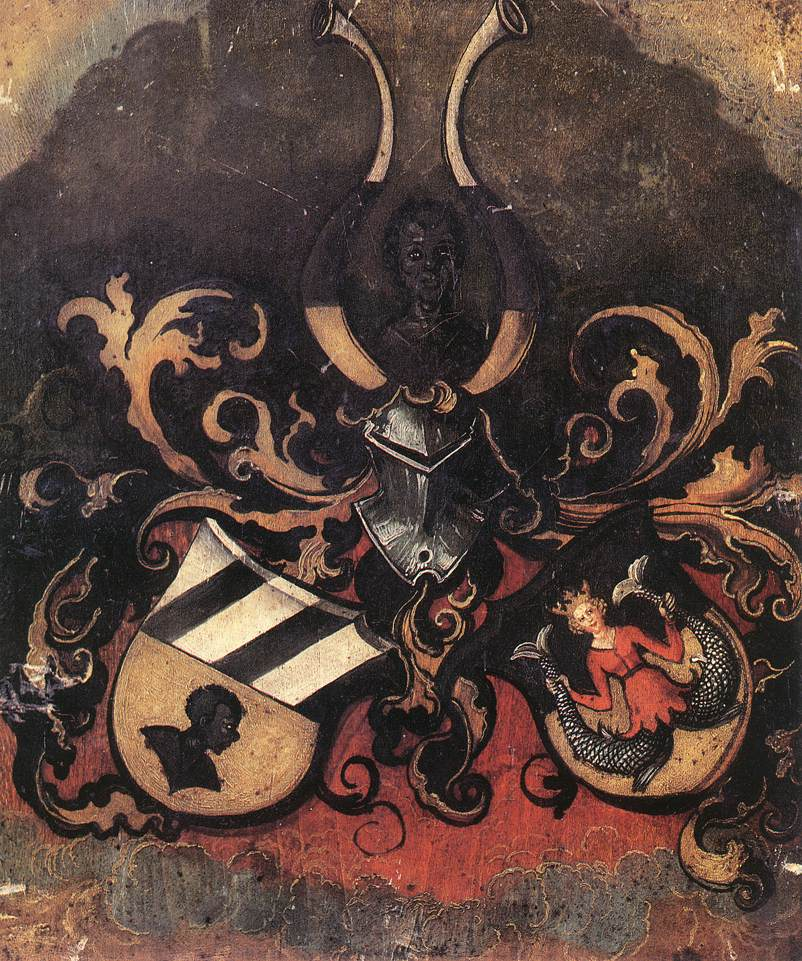
Allianzwappen Tucher/Rieter (von Dürer, 1499)
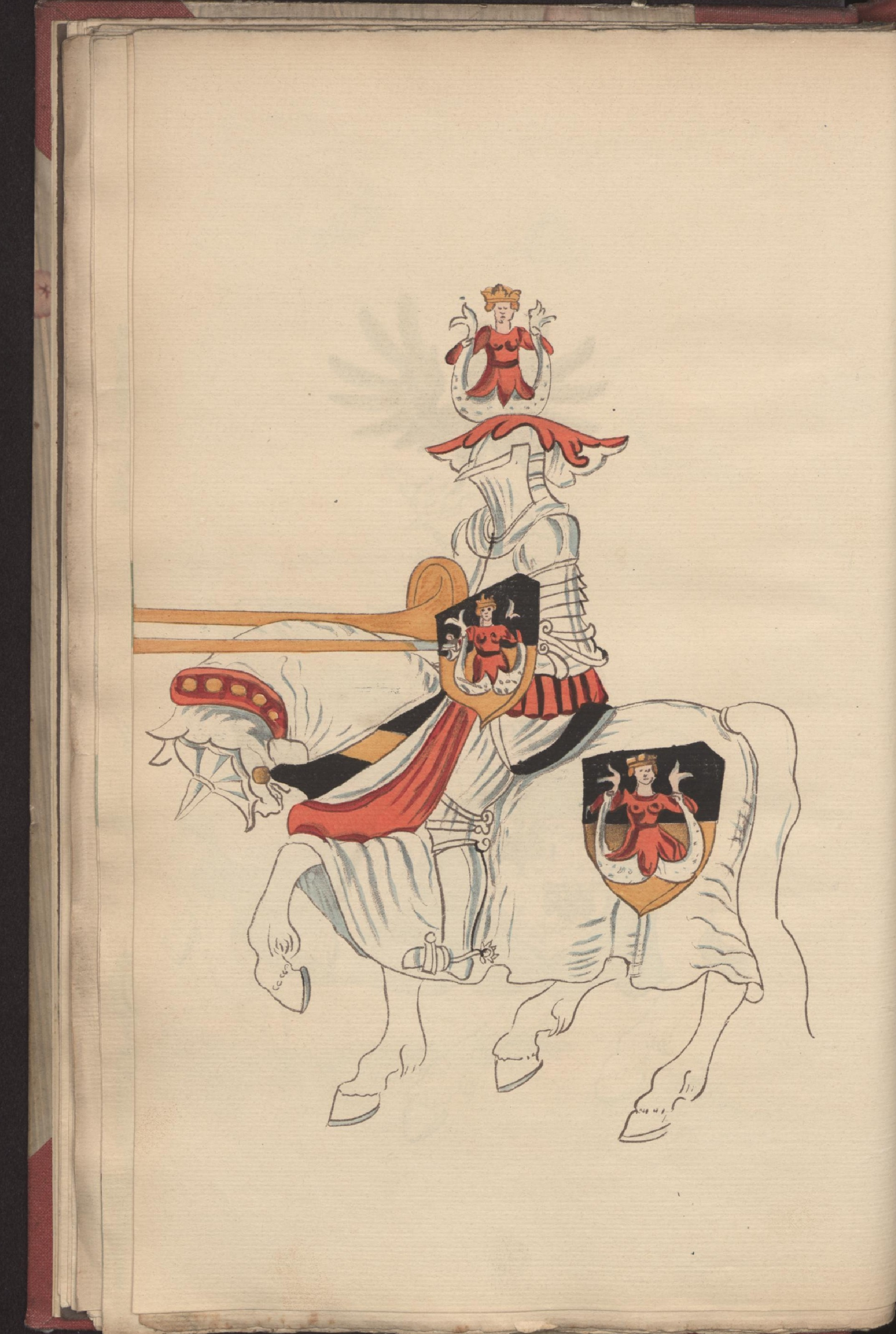
Reiterfigur vom Schembartlauf (um 1600)

## Siehe auch

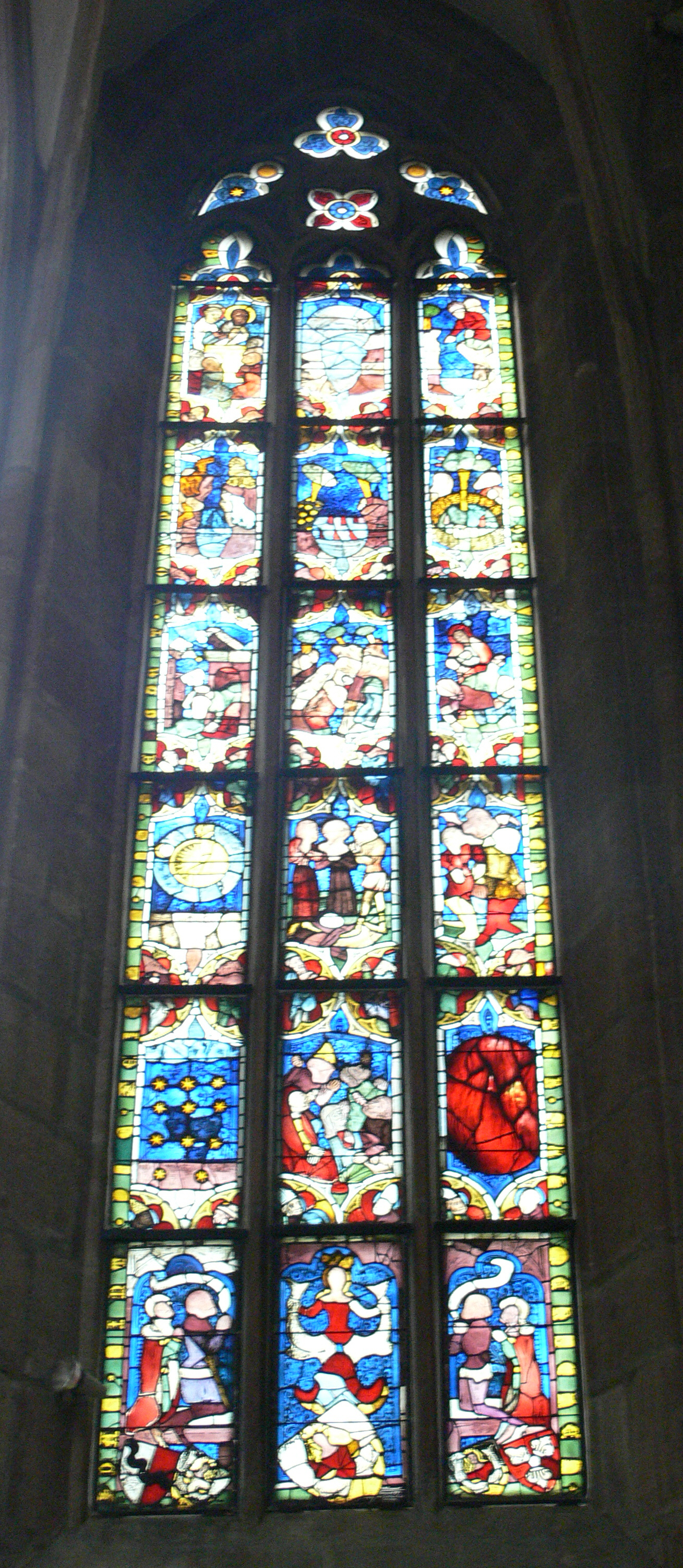
Fenster in der Nürnberger Marthakirche, gestiftet um 1390 von Hans I. Rieter († 1414) und seiner zweiten Ehefrau Kunigunde Behaim sowie seinem Sohn Hans III. Rieter († 1410) und dessen Ehefrau Elisabeth Stromer